# Can Fontdevila (Aiguafreda)
Can Fontdevila és un edifici del municipi d'Aiguafreda (Osona) que forma part de l'Inventari del Patrimoni Arquitectònic de Catalunya.

## Descripció
Edifici aïllat de tipologia ciutat-jardí. Consta de planta baixa i un pis. La façana està coronada per un capcer de perfil sinuós limitat pels dos vessants de la teulada. Tota la casa està envoltada per un balcó que s'aguanta a la planta baixa amb columnes helicoidals de rajola. En un lateral sobresurt una torre mirador coberta amb teulada a quatre vessants. Casa senyorial del primer quart del segle xx. Va ser construïda pel Sr. Fontdevila. És una de les cases de més relleu arquitectònic de la zona.